# Batman (film, 1989)
Pour les articles homonymes, voir Batman (homonymie).
Série Batman (1989-1997)
Batman : Le Défi
(1992)
Pour plus de détails, voir Fiche technique et Distribution.
Batman est un film fantastique et de super-héros américano-britannique de Tim Burton, sorti en 1989.
Il met en scène le personnage éponyme de DC Comics créé en 1939 par Bob Kane et Bill Finger, marquant ainsi les 50 ans de sa création.
Le film débute alors qu'enfant, le milliardaire Bruce Wayne voit ses parents assassinés par un voleur des rues, qui en voulait au collier de perles de sa mère. L'orphelin jure de venger leur mort en se lançant dans une bataille à vie contre le crime organisé. Pour cela, il crée un justicier masqué nommé Batman, et cache cette identité secrète derrière celle d'une image de playboy flambeur.
Ayant pour acteurs principaux Jack Nicholson, Michael Keaton et Kim Basinger, le film a été un succès commercial et critique, recevant de multiples nominations aux Golden Globes et Saturn Awards, et gagnant un Oscar (celui de la Meilleure direction artistique pour Anton Furst). Il rapporta plus de 411 millions de dollars au box-office mondial pour un budget de 35 millions,, ce qui en a fait, à l'époque de sa sortie, le 5e film le plus rentable de tous les temps.
La bande originale du film est signée Danny Elfman. Par ailleurs, le chanteur Prince élabora pour le film plusieurs chansons qui donnèrent lieu à un album, Batman: Motion Picture Soundtrack, qui se vendit à 11 millions d'exemplaires dans le monde, appuyé par des singles comme Batdance, Partyman ou Scandalous!.
Le film a connu trois suites : Batman : Le Défi (1992), également réalisé par Tim Burton, Batman Forever (1995) et Batman et Robin (1997), tous deux réalisés par Joel Schumacher. Il inspira aussi la série d'animation Batman (1992-1995).

## Synopsis
En 1989, Gotham City est contrôlée par le parrain Carl Grissom. En dépit des efforts du fraîchement élu procureur de district Harvey Dent et du commissaire James Gordon, la corruption de la police demeure constante. Le reporter Alexander Knox et la photo-journaliste Vicki Vale commencent à enquêter sur les agissements de Batman, un justicier habillé en chauve-souris, alors que ce dernier n'est aux yeux des médias et des policiers qu'une rumeur confuse propagée chez les criminels.
Vicki et Alexander parviennent à se faire inviter au Manoir Wayne, où le milliardaire Bruce Wayne tombe sous le charme de Vicki. La même nuit, le bras droit de Grissom, Jack Napier est envoyé faire un cambriolage à l'usine chimique Axis Chemicals. Mais la police reçoit un « tuyau » de Grissom lui-même, qui joue double-jeu et arrive pour l'arrêter ; Jack se rend compte qu'il a été trahi par son patron car il avait une liaison avec l'épouse de ce dernier. Batman, qui est en réalité la double identité de Bruce, arrive en pleine fusillade entre les mafieux et la police. Jack fait feu sur Batman qui évite la balle ; cette dernière ricoche sur un tuyau et atteint le criminel au visage. Blessé et aveuglé par la douleur, il recule et chute d'une plate-forme en hauteur. Il tombe dans une cuve pleine d'acide. Ne le voyant pas réapparaître, Batman le croit mort.
Un peu plus tard, Napier émerge dans une cuve adjacente, défiguré par l'effet des produits. Sa peau est devenue blanche, ses cheveux verts et ses lèvres rouge sang. À la suite d'une intervention chirurgicale, Napier affiche un rictus permanent lui donnant l'air d'un clown sinistre. Il sombre alors dans la folie, devient « le Joker ». Il tue son supérieur et prend le contrôle de son empire criminel avec l'Axis comme quartier général.
Le Joker terrorise la ville de Gotham en empoisonnant chimiquement des produits d’hygiène corporelle vendus en masse. En effet, certaines combinaisons de produits créent une réaction chimique qui force les utilisateurs à rire jusqu'à en mourir, leurs visages affichant dans la mort un rictus semblable à celui du Joker.
La lutte de Batman contre le Joker s'intensifie considérablement lorsqu'il se rend compte que c'est ce dernier qui a tué ses parents, Thomas et Martha Wayne à Crime Alley : éliminer le Joker devient alors une affaire personnelle à deux niveaux pour lui. En effet, le majordome et confident de Bruce, Alfred Pennyworth, mène Vicki à la Batcave. Elle et Bruce se promettent de vivre ensemble après avoir vaincu le Joker, tandis que celui-ci s'éprend de Vicki.
Batman détruit l'usine de fabrication de produits chimiques du Joker, mais ce dernier organise une parade dans la ville où il attire la population en distribuant 20 millions de faux billets de banque. Son but caché est d’empoisonner les citoyens avec son gaz mortel « Hilarex », mais Batman fait échouer ses plans. Le Joker enlève Vicki et l'emmène au sommet de la cathédrale de la ville.
Le chevalier noir combat le Joker pour sauver Vicki. Mais les deux ennemis jurés finissent par se rendre compte qu'ils sont indirectement responsables de la création de leurs personnages respectifs. Après une violente altercation, le prince du crime tente de s'enfuir en hélicoptère, laissant le justicier masqué et sa promise suspendus dans le vide. Cependant, Batman le neutralise en lui accrochant une gargouille à la jambe avec le Bat-Grappin. Incapable de s'en défaire, le Joker chute et meurt sur le parvis du bâtiment.
À la suite de cela, Harvey Dent lit au public une lettre laissée par Batman, expliquant qu'il défendra Gotham contre le crime à l'avenir. Pour le contacter, Batman a laissé à la police de Gotham City un projecteur nommé « Bat-Signal ».

## Fiche technique
Sauf indication contraire, les informations mentionnées dans cette section peuvent être confirmées par les bases de données cinématographiques IMDb et Allociné,  présentes dans la section « Liens externes ».
- Titre original et français : Batman
- Réalisation : Tim Burton
- Scénario : Warren Skaaren et Sam Hamm, d'après une histoire de Sam Hamm, d'après le personnage Batman créé par Bob Kane
- Musique : Danny Elfman et Prince[5]
- Direction artistique : Leslie Tomkins, Nigel Phelps et Terry Ackland-Snow
- Décors : Anton Furst
- Costumes : Bob Ringwood, Tony Dunsterville (non crédité), Linda Henrikson(costume de Kim Basinger), Tommy Nutter (costume du Joker[6])
- Photographie : Roger Pratt
- Son : Bill Rowe, Don Sharpe, Michael Babcock
- Montage : Ray Lovejoy
- Production : Peter Guber et Jon Peters
  - Production déléguée : Benjamin Melniker et Michael E. Uslan
  - Production associée : Barbara Kalish
  - Coproduction : Chris Kenny
- Sociétés de production[7] :
  - États-Unis : The Guber-Peters Company, avec la participation de Warner Bros.
  - Royaume-Uni : produit en association avec PolyGram Filmed Entertainment
- Société de distribution : Warner Bros. (États-Unis, Canada, France)
- Budget : 35 millions de $[2]
- Pays de production :  États-Unis,  Royaume-Uni
- Langues originales : anglais, français, espagnol
- Format[8] : couleur (Technicolor)
  - 35 mm - 1,85:1 (Panavision) - son Dolby stéréo
  - 70 mm - 1,85:1 (Panavision) - son 70 mm 6-Track
- Genre : fantastique, thriller, action, aventures, super-héros
- Durée : 126 minutes
- Dates de sortie[9] :
  - États-Unis, Québec : 23 juin 1989[10]
  - Royaume-Uni : 11 août 1989
  - France : 1er septembre 1989 (Festival du cinéma américain de Deauville) ; 13 septembre 1989 (sortie nationale)
  - Belgique : 13 septembre 1989[11]
- Classification[12] :
  - États-Unis : accord parental recommandé, film déconseillé aux moins de 13 ans (PG-13 - Parents Strongly Cautioned)
  - Royaume-Uni : interdit aux moins de 12 ans (12 - Suitable for 12 years and over)[13]
  - France : tous publics (conseillé à partir de 12 ans)[14],[15]
  - Belgique : tous publics (KT/EA : Kinderen Toegelaten / Enfants Admis)[11],[16]
  - Québec : tous publics - déconseillé aux jeunes enfants (G - General Rating)[10]

## Distribution

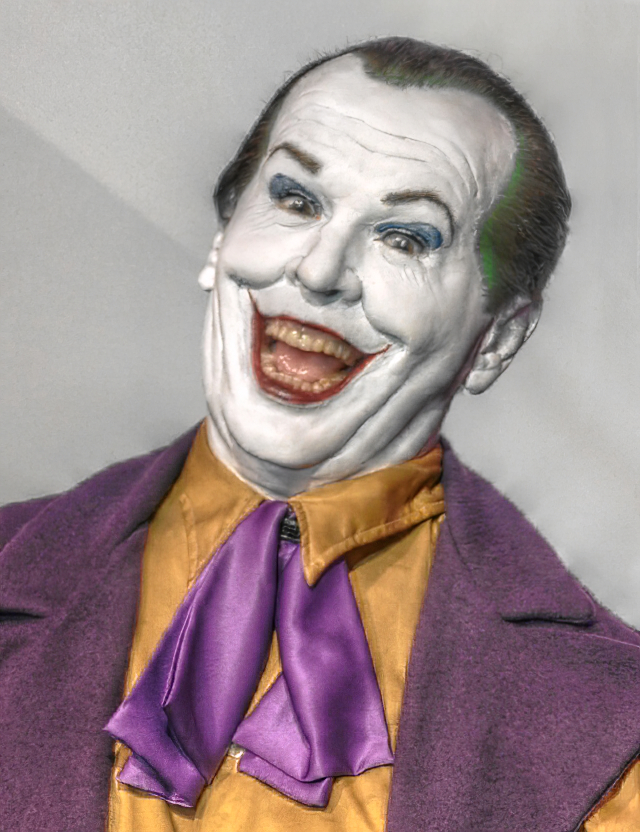
Statue de cire de Jack Nicholson dans son rôle du Joker.

- Michael Keaton (VF : Patrick Osmond[17] / VQ : Éric Gaudry[18]) : Bruce Wayne / Batman
- Jack Nicholson (VF : Jean-Pierre Moulin[17] / VQ : Vincent Davy[18]) : Jack Napier / Le Joker
- Kim Basinger (VF : Michèle Buzynski[17] / VQ : Claudie Verdant[18]) : Vicki Vale
- Robert Wuhl (VF : Philippe Peythieu[17] / VQ : Carl Béchard) : Alexander Knox
- Michael Gough (VF : Jacques Ciron[17] / VQ : Michel Maillot[18]) : Alfred Pennyworth
- Pat Hingle (VF : Yves Barsacq[17] / VQ : Yves Massicotte[18]) : le commissaire James Gordon
- Billy Dee Williams (VF : Hervé Caradec / VQ : Hubert Gagnon[18]) : Harvey Dent
- Lee Wallace (en) (VF : Jacques Lalande / VQ : Jean-Paul Dugas) : Joe Borg, le maire de Gotham City
- Jack Palance (VF : Jean-Claude Michel[17] / VQ : Jean Fontaine) : Carl Grissom
- Jerry Hall (VF : Martine Meiraghe[17] / VQ : Élise Bertrand) : Alicia Hunt
- Tracey Walter (VF : Gilbert Lévy[17] / VQ : Marc Bellier) : Robert « Bob » Hawkins, le bras droit du Joker
- William Hootkins (VF : Jacques Frantz[17]) : le lieutenant Max Eckhardt
- Edwin Craig : Antoine Rotelli, le chef des mafieux
- John Dair (VF : Pierre Baton[17]) : Vinnie Ricorso, un mafieux
- Christopher Fairbank (VF : Richard Darbois[17] / VQ : Bernard Fortin) : Nick, le voyou
- George Roth (VF : Jean-Pierre Leroux[17] / VQ : Benoit Rousseau) : Eddie, le voyou
- Bruce McGuire (VF : Renaud Marx[17] / VQ : Mario Desmarais) : le présentateur
- Kit Hollerbach (VF : Véronique Augereau[17] / VQ : Johanne Léveillé[18]) : Becky Narita, la présentatrice qui a le fou rire
- Jon Soresi (VF : Jean-Jacques Nervest /) : l’ambulancier
- Hugo E. Blick (VF : Jean-Louis Faure ; VQ : Pierre Auger) : Jack Napier (jeune)
- Charles Roskilly : Bruce Wayne (jeune)
- David Baxt : Thomas Wayne
- Sharon Holm : Martha Wayne
- Garrick Hagon : un touriste (le père)

## Production

### Genèse du projet
Après le succès de Pee-Wee Big Adventure en 1985, Tim Burton est choisi par la Warner pour réaliser Batman. Il écrit alors un traitement de 30 pages avec sa petite-amie de l'époque Julie Hickson, pensant que le script de Tom Mankiewicz est un peu camp. Par ailleurs, le succès des comics Dark Knight et The Killing Joke relance l'intérêt d'une adaptation cinématographique de Batman. N'étant pas un grand fan de comics, Tim Burton est cependant attiré par le ton sérieux et sombre de Dark Knight et The Killing Joke.
En mars 1986, Steve Englehart est engagé pour écrire un nouveau traitement. Ce dernier inclut le Joker et Rupert Thorne comme méchants principaux, avec un caméo du Pingouin. Silver St. Cloud et Dick Grayson y sont des personnages secondaires. Cependant, le scénariste trouve qu'il y a trop de personnages et retire le Pingouin et Dick Grayson du second traitement, fini en mai 1986. Tim Burton approche ensuite Sam Hamm, un fan du comics, pour écrire le scénario. Ce dernier suggère d'écrire une histoire originale. De plus, il remplace Silver St. Cloud par Vicki Vale et Rupert Thorne par un personnage qu'il crée, Carl Grissom. Son script, dans lequel Dick Grayson ne fait qu'une apparition, est finalisé en octobre 1986. La Warner est alors enthousiaste à propos du script de Sam Hamm, tout comme le « père » de Batman, Bob Kane.
Batman ne peut se tourner qu'après le succès du précédent film de Burton, Beetlejuice, sorti en 1988.

### Casting
Bien que Tim Burton, réalisateur du film, ait déjà choisi Michael Keaton pour le rôle de Bruce Wayne/Batman, les producteurs font auditionner Mel Gibson, Kevin Costner, Charlie Sheen, Pierce Brosnan, Sylvester Stallone, Alec Baldwin, Emilio Estevez, Jeff Bridges, Matthew Broderick, Tom Cruise, Jeff Goldblum, Michael J. Fox, Harrison Ford, Robert Downey Jr., Kevin Spacey, Patrick Swayze, Tom Selleck, Dennis Quaid, Kurt Russell, Arnold Schwarzenegger, Daniel Day-Lewis, Tom Hanks, Kevin Kline, Bruce Willis, Bill Murray et Jean-Claude Van Damme. Finalement Tim Burton réussit à les convaincre que Keaton est l'acteur le plus adapté pour incarner le chevalier noir[réf. nécessaire].
Pour interpréter Le Joker, Tim Curry, Willem Dafoe, David Bowie, John Lithgow, James Woods et Robin Williams auditionnent mais c'est Jack Nicholson qui est retenu pour le rôle. Les premiers choix de Burton furent Ray Liotta et Brad Dourif. Le premier refusa le rôle et les studios Warner ne furent guère emballés par le second choix. Jack Nicholson accepte le rôle du Joker sous certaines conditions dont un important salaire, une partie des recettes du box office et des produits issus du merchandising et une programmation à l'avance de son temps de tournage.
Originellement, Vicki Vale aurait dû être interprétée par Sean Young mais une mauvaise chute de l'actrice lui fait renoncer au rôle. Plusieurs actrices comme Rosanna Arquette, Jamie Lee Curtis, Ellen Barkin, Robin Duke, Kate Capshaw, Glenn Close, Joan Cusack, Madonna, Geena Davis, Judy Davis, Denny Dellion, Christine Ebersole, Mia Farrow, Carrie Fisher, Bridget Fonda, Jodie Foster, Teri Garr, Melanie Griffith, Linda Hamilton, Daryl Hannah, Goldie Hawn, Mariel Hemingway, Barbara Hershey, Holly Hunter, Anjelica Huston, Amy Irving, Diane Keaton, Diane Lane, Kay Lenz, Jessica Lange, Lori Loughlin, Julia Louis-Dreyfus, Virginia Madsen, Kelly McGillis, Bette Midler, Catherine O'Hara, Tatum O'Neal, Sarah Jessica Parker, Michelle Pfeiffer, Molly Ringwald, Meg Ryan, Susan Sarandon, Jane Seymour, Cybill Shepherd, Brooke Shields, Sissy Spacek, Mary Steenburgen, Sharon Stone, Meryl Streep, Lea Thompson, Kathleen Turner, Sela Ward, Sigourney Weaver et Debra Winger passent une audition jusqu'à ce que le rôle soit attribué à Kim Basinger.
Le personnage de Robin aurait du être présent dans le film, avec Kiefer Sutherland pour l'incarner. Mais ce dernier refusa la proposition et les scénaristes décidèrent de supprimer le personnage du scénario. Pour le personnage du chef de la pègre Carl Grissom, Phil Collins avait été un temps envisagé pour le rôle vu qu'il venait de jouer en 1988 le premier rôle du film Buster où il incarnait un voleur, mais les producteurs trouvaient Collins trop jeune pour le rôle, étant donné qu'il était plus jeune que Nicholson; ils optèrent alors pour Jack Palance.
Pour le personnage d'Harvey Dent, Don Johnson et Dale Midkiff ont été envisagés, avant que Billy Dee Williams soit choisi.

### Tournage

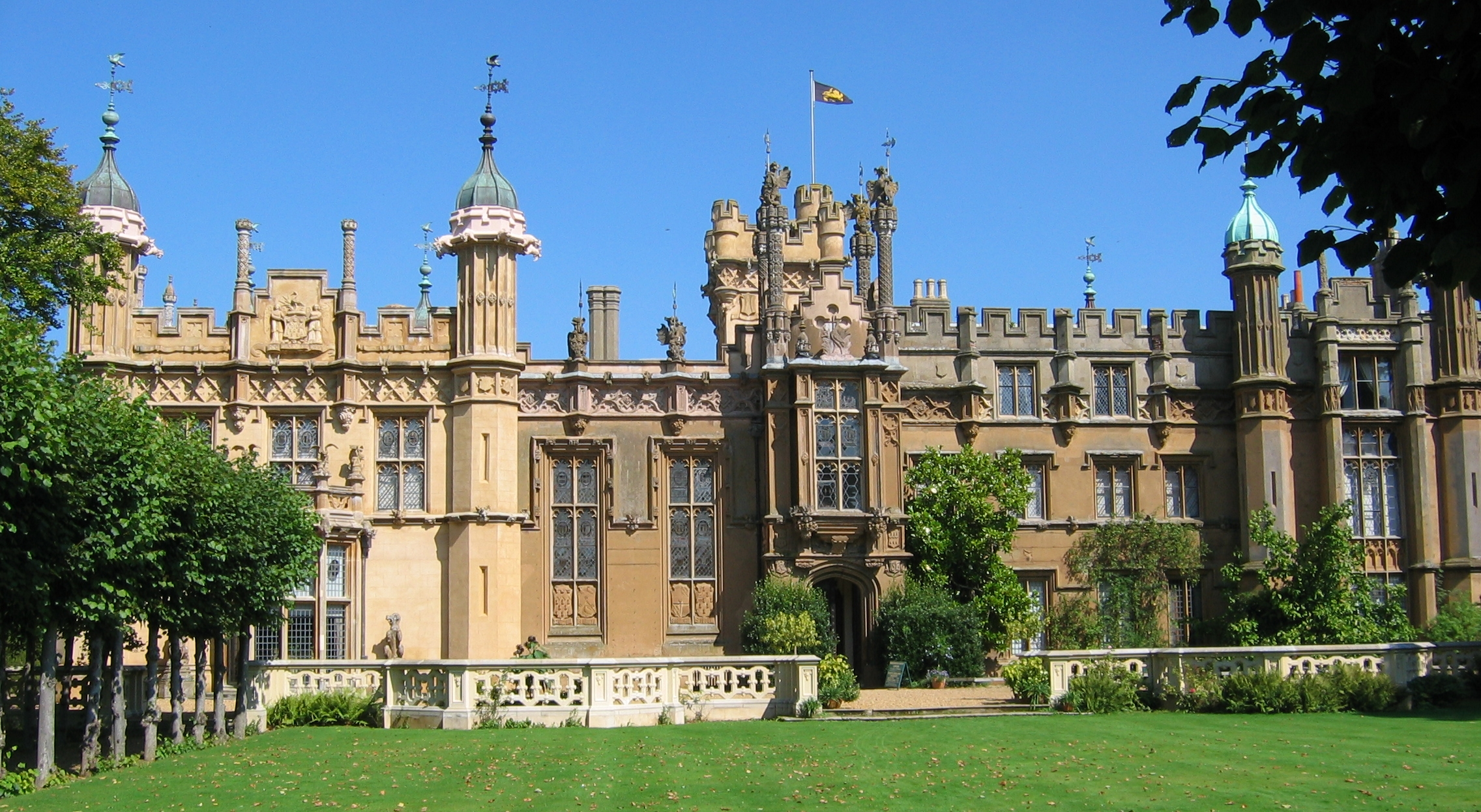
Knebworth House, à Knebworth (Angleterre), a servi de lieu de tournage pour le Manoir Wayne.

Le tournage devait se dérouler dans les studios de la Warner à Burbank en Californie. Il a finalement lieu en Angleterre, aux Pinewood Studios, entre octobre 1988 et janvier 1989.
Le budget passa de 30 millions à 35 millions de dollars à cause de la grève de la guilde américaine des scénaristes de 1988 qui retarda le tournage. Le scénario est alors réécrit par Warren Skaaren, Charles McKeown et Jonhatan Gems.
Certains lieux extérieurs sont également utilisés, comme Knebworth House et Hatfield House pour le Manoir Wayne.

## Musique

### Batman: Original Motion Picture Score
Albums de Danny Elfman
Beetlejuice
(1988) Cabal
(1990)
Bandes originales de Batman
Batman : Le Défi
(1992)
Batman: Original Motion Picture Score est la bande originale du film, composée par Danny Elfman et distribuée par Warner Bros. Records. C'est la 3e participation du compositeur avec Burton. On remarque une ressemblance avec la musique du film Voyage au centre de la Terre (1959), composée par Bernard Herrmann (que Danny Elfman décrit comme son maître).

### Liste des titres
| 1.    | The Batman Theme           | Danny Elfman                 | 2:38 |
| 2.    | Roof Fight                 | Danny Elfman                 | 1:21 |
| 3.    | First Confrontation        | Danny Elfman                 | 4:45 |
| 4.    | Kitchen, Surgery, Face-Off | Danny Elfman                 | 3:09 |
| 5.    | Flowers                    | Danny Elfman                 | 1:50 |
| 6.    | Clown Attack               | Danny Elfman                 | 1:45 |
| 7.    | Batman to the Rescue       | Danny Elfman                 | 3:57 |
| 8.    | Roasted Dude               | Danny Elfman                 | 1:01 |
| 9.    | Photos / Beautiful Dreamer | Danny Elfman, Stephen Foster | 2:30 |
| 10.   | Descent Into Mystery       | Danny Elfman                 | 1:32 |
| 11.   | The Bat Cave               | Danny Elfman                 | 2:34 |
| 12.   | The Joker's Poem           | Danny Elfman                 | 0:58 |
| 13.   | Childhood Remembered       | Danny Elfman                 | 2:42 |
| 14.   | Love Theme                 | Danny Elfman                 | 1:29 |
| 15.   | Charge of the Batmobile    | Danny Elfman                 | 1:42 |
| 16.   | Attack of the Batwing      | Danny Elfman                 | 4:46 |
| 17.   | Up the Cathedral           | Danny Elfman                 | 5:06 |
| 18.   | Waltz to the Death         | Danny Elfman                 | 3:56 |
| 19.   | The Final Confrontation    | Danny Elfman                 | 1:16 |
| 20.   | Finale                     | Danny Elfman ,               | 1:46 |
| 21.   | Batman Theme Reprise       | Danny Elfman                 | 1:24 |
| 54:45 |                            |                              |      |

### Batman: Motion Picture Soundtrack
Albums de Prince
Lovesexy
(1988) Graffiti Bridge
(1990)
Bandes originales de Batman
Batman : Le Défi
(1992)
Le chanteur et musicien Prince a été contacté par Tim Burton et Jack Nicholson car ils souhaitaient au départ utiliser deux de ses morceaux (1999 et Baby I'm a Star) dans le film. Prince, grand fan de Batman depuis son enfance, souhaita visiter le plateau de tournage. Enthousiasmé, il demanda plutôt à réaliser des morceaux pour le film. Michael Jackson était prévu pour un thème romantique et Prince pour le thème du Joker mais c'est finalement Prince qui réalisa toutes les chansons du film et Danny Elfman la bande originale instrumentale. La bande originale de Batman fut ainsi composée de deux albums : celui instrumental de Danny Elfman (cf. Batman: Original Motion Picture Score) et celui chanté de Prince sous le titre Batman: Motion Picture Soundtrack.
L'album de Prince est enregistré en six semaines, de mi-février à fin mars 1989, exceptés trois morceaux enregistrés plus tôt : Electric Chair (juin 1988), Scandalous! (octobre 1988) et Vicki Waiting (décembre 1988). L'album est un énorme succès et s'écoule à 11 millions d'exemplaires dans le monde, appuyé par les singles Batdance, Partyman et Scandalous!.
Dance with the Devil était une chanson prévue pour l'album mais elle a été retirée à la dernière minute et remplacée par Batdance car Prince jugeait le titre trop sombre. On peut entendre parler le Joker (Jack Nicholson) sur Batdance avec la pluie qui tombe en fond sonore.

#### Musiciens
- Prince : chant, guitare, basse et claviers
- Eric Leeds : saxophone
- Atlanta Bliss : trompette
- Sheena Easton : chant sur The Arms of Orion
- Clare Fischer : arrangement de cordes sur The Future

#### Listes des titres
Toutes les chansons sont écrites et composées par Prince, sauf indication contraire..
| A1.   | The Future                                | 4:08 |
| A2.   | Electric Chair                            | 4:13 |
| A3.   | The Arms of Orion (Prince, Sheena Easton) | 5:03 |
| A4.   | Partyman                                  | 3:11 |
| A5.   | Vicki Waiting                             | 4:47 |
| B1.   | Trust                                     | 4:24 |
| B2.   | Lemon Crush                               | 4:15 |
| B3.   | Scandalous! (Prince, John L. Nelson)      | 6:15 |
| B4.   | Batdance                                  | 6:13 |
| 42:29 |                                           |      |

## Accueil

### Accueil critique
Certains ont reproché à Batman d'être trop sombre, mais ont néanmoins reçu des critiques positives de la part des critiques. Sur le site Rotten Tomatoes, la cote de popularité du film est de 77 % selon 74 avis, avec une moyenne de 6,56⁄10 : « Un spectacle étrange et obsédant, Batman réussit comme un divertissement noir, même si le Joker de Jack Nicholson occulte trop souvent le personnage principal ». Indiquant des « avis généralement favorables », les spectateurs interrogés par CinemaScore ont attribué au film une note moyenne de A sur une échelle de A + à F. Sur Metacritic, le film reçoit une moyenne pondérée de 69/100.

### Box-office
Aux Etats-Unis, Batman est un succès commercial retentissant avec plus de 63 millions d'entrées. Le film est également le plus grand succès au box-office de Jack Nicholson. Batman rapporte 251 348 343 $ sur le marché nord-américain et 160 160 000 $ à l'international, soit un total de 411 508 343 $,. En France, le film totalise 2 362 087 entrées.
| Pays ou région    | Box-office        | Date d'arrêt du box-office | Nombre de semaines |
| ----------------- | ----------------- | -------------------------- | ------------------ |
| États-Unis Canada | 251 348 343 $     | 14 décembre 1989           | 25                 |
| France            | 2 362 087 entrées |                            |                    |
| Espagne           | 3 537 116 entrées |                            |                    |
| Allemagne         | 1 789 237 entrées |                            |                    |
| Italie            | 1 720 396 entrées |                            |                    |
| Total mondial     |                   | -                          | -                  |

## Distinctions
Entre 1990 et 2021, le film Batman a été sélectionné 36 fois dans diverses catégories et a remporté 9 récompenses,.
Le film  été présenté hors compétition à la 15e édition du Festival du cinéma américain de Deauville. Michael Keaton et Jack Nicholson apparaissent tous deux dans le classement 100 Héros et Méchants établi par l'American Film Institute en 2003.

### Années 1990
| Années | Cérémonie ou récompense                                                       | Catégorie / Récompense                                                                          | Nommé(es) / Lauréat(es)                          | Nommé(es) / Lauréat(es) |
| ------ | ----------------------------------------------------------------------------- | ----------------------------------------------------------------------------------------------- | ------------------------------------------------ | ----------------------- |
| 1990   | Association des critiques de cinéma de Chicago                                | Meilleur film                                                                                   | Batman                                           | Nomination              |
| 1990   | Association des critiques de cinéma de Chicago                                | Meilleur acteur dans un second rôle                                                             | Jack Nicholson                                   | Nomination              |
| 1990   | Association des critiques de cinéma de Chicago                                | Meilleur réalisateur                                                                            | Tim Burton                                       | Nomination              |
| 1990   | Brit Awards                                                                   | Brit de la Meilleure bande son                                                                  | Batman                                           | Lauréat                 |
| 1990   | Golden Globes                                                                 | Meilleur acteur dans une comédie ou une comédie musicale                                        | Jack Nicholson                                   | Nomination              |
| 1990   | MTV Video Music Awards                                                        | Vidéo de l'année                                                                                | Prince                                           | Nomination              |
| 1990   | Oscars                                                                        | Oscar de la Meilleure direction artistique (décors)                                             | Anton Furst et Peter Young                       | Lauréat                 |
| 1990   | Prix BMI du cinéma et de la télévision                                        | Prix BMI de la meilleure musique de film                                                        | Danny Elfman                                     | Lauréat                 |
| 1990   | Prix de la comédie américaine                                                 | Acteur le plus drôle dans un film (Rôle principal)                                              | Jack Nicholson                                   | Nomination              |
| 1990   | Prix du cinéma britannique du Evening Standard                                | Prix du cinéma britannique du Evening Standard de la Meilleure réalisation technique/artistique | Anton Furst                                      | Lauréat                 |
| 1990   | Prix du public                                                                | Prix du public du film préféré                                                                  | Batman                                           | Lauréat                 |
| 1990   | Prix du public                                                                | Film dramatique préféré                                                                         | Batman                                           | Lauréat                 |
| 1990   | Prix des jeunes artistes                                                      | Meilleur film familial - Comédie musicale ou fantastique                                        | Batman                                           | Nomination              |
| 1990   | Prix Grammy                                                                   | Meilleur album de musique de fond instrumentale originale écrite pour un film ou une télévision | Danny Elfman                                     | Nomination              |
| 1990   | Prix Grammy                                                                   | Meilleure chanson écrite spécifiquement pour un film ou une télévision                          | Prince (pour la chanson "Partyman")              | Nomination              |
| 1990   | Prix Hugo                                                                     | Meilleure présentation dramatique                                                               | Tim Burton, Warren Skaaren, Bob Kane et Sam Hamm | Nomination              |
| 1990   | Récompenses des arts du cinéma et de la télévision de la British Academy      | Meilleur acteur dans un second rôle                                                             | Jack Nicholson                                   | Nomination              |
| 1990   | Récompenses des arts du cinéma et de la télévision de la British Academy      | Meilleurs costumes                                                                              | Bob Ringwood                                     | Nomination              |
| 1990   | Récompenses des arts du cinéma et de la télévision de la British Academy      | Meilleur maquilleur                                                                             | Nick Dudman et Paul Engelen                      | Nomination              |
| 1990   | Récompenses des arts du cinéma et de la télévision de la British Academy      | Meilleure direction artistique                                                                  | Anton Furst                                      | Nomination              |
| 1990   | Récompenses des arts du cinéma et de la télévision de la British Academy      | Meilleur son                                                                                    | Don Sharpe, Bill Rowe et Tony Dawe               | Nomination              |
| 1990   | Récompenses des arts du cinéma et de la télévision de la British Academy      | Meilleurs effets spéciaux                                                                       | John Evans et Derek Meddings                     | Nomination              |
| 1990   | Société Américaine des Compositeurs, Auteurs et Éditeurs de Musique (ASCAP)   | Prix ASCAP des Chansons les plus jouées de films cinématographiques                             | Prince (pour la chanson "Partyman")              | Lauréat                 |
| 1991   | Académie des films de science-fiction, fantastique et d'horreur - Prix Saturn | Prix du président du jury                                                                       | Batman                                           | Lauréat                 |
| 1991   | Académie des films de science-fiction, fantastique et d'horreur - Prix Saturn | Meilleur film fantastique                                                                       | Batman                                           | Nomination              |
| 1991   | Académie des films de science-fiction, fantastique et d'horreur - Prix Saturn | Meilleur acteur                                                                                 | Jack Nicholson                                   | Nomination              |
| 1991   | Académie des films de science-fiction, fantastique et d'horreur - Prix Saturn | Meilleure actrice dans un second rôle                                                           | Kim Basinger                                     | Nomination              |
| 1991   | Académie des films de science-fiction, fantastique et d'horreur - Prix Saturn | Meilleurs costumes                                                                              | Bob Ringwood                                     | Nomination              |
| 1991   | Académie des films de science-fiction, fantastique et d'horreur - Prix Saturn | Meilleur maquillage                                                                             | Paul Engelen, Lynda Armstrong et Nick Dudman     | Nomination              |

### Années 2000-2020
| Années | Cérémonie ou récompense                                                       | Catégorie / Récompense                                         | Nommé(es) / Lauréat(es)                          | Nommé(es) / Lauréat(es) |
| ------ | ----------------------------------------------------------------------------- | -------------------------------------------------------------- | ------------------------------------------------ | ----------------------- |
| 2005   | Prix Schmoes d'or (Golden Schmoes Awards)                                     | Meilleur DVD / Blu-Ray de l'année                              | Batman Anthology: 1989-1997                      | Nomination              |
| 2006   | Académie des films de science-fiction, fantastique et d'horreur - Prix Saturn | Meilleure collection DVD                                       | Batman: The Motion Picture Anthology (1989-1997) | Nomination              |
| 2010   | Prix 20/20 (20/20 Awards)                                                     | Meilleure direction artistique                                 | Anton Furst                                      | Nomination              |
| 2010   | Prix 20/20 (20/20 Awards)                                                     | Meilleurs costumes                                             | Bob Ringwood                                     | Nomination              |
| 2010   | Prix 20/20 (20/20 Awards)                                                     | Meilleur maquillage                                            | Batman                                           | Nomination              |
| 2021   | Association du cinéma et de la télévision en ligne                            | Temple de la renommée du cinéma OFTA des Meilleurs personnages | Batman / Bruce Wayne incarnés par Michael Keaton | Lauréat                 |

### Sélections
- Festival du cinéma américain de Deauville 1989 : premières - hors compétition pour Tim Burton[39].

## Héritage culturel
De par son succès et son impact dans la pop culture, le film et sa bande originale sont considérés comme cultes,,,,,,.
Il initia un regain d'intérêt pour les films de super-héros, influençant le marketing moderne  ainsi que les techniques de développement des films de superhéros, tout en engendrant plus de 750 millions de dollars sur les produits dérivés,.

## Différences entre film etcomics
- Selon le film, le meurtrier des parents de Bruce Wayne n'est autre que Jack Napier, qui deviendra le Joker (qui est ainsi, lui-même, le créateur involontaire de Batman). Là encore, les scénaristes ont pris certaines libertés par rapport à la mythologie « classique » de Batman.
- Batman tue dans le feu de l'action, ce qui ne correspond pas à la vision moralisatrice du personnage, symbolisée par la série dite kitsch des années 1960. Il y risquait même parfois sa vie pour sauver celle de ses ennemis. Au contraire, sous la plume de Bob Kane dès la fin des années 1930, Batman tuait ses ennemis de sang-froid dans ses toutes premières aventures. Le film de Tim Burton renoue donc avec le côté sombre et torturé du personnage.
- Le Joker est tué à la fin du film, alors qu'il est toujours vivant dans l'univers BD de Batman. De façon générale, les ennemis de Batman meurent presque tous à la fin des films.
- Le personnage d'Harvey Dent est, dans la mythologie « classique » de Batman, un homme blanc, mais il est joué par l'acteur afro-américain Billy Dee Williams. Ceci est loin d'être anodin car le procureur Dent (un des premiers alliés de Batman avec le commissaire Gordon) n'est autre que celui qui deviendra Double-Face, l'un des pires adversaires du justicier de Gotham City. Extrêmement secondaire dans ce film, il deviendra central dans Batman Forever sous les traits de Tommy Lee Jones.

## Anecdotes
- Dès lors que Michael Keaton fut annoncé pour le rôle de Batman, l'acteur subit un déferlement de critiques et près de 50 000 lettres de protestation furent envoyées au studio Warner Bros. Une vingtaine d'années après, l'acteur Ben Affleck sera victime des mêmes circonstances pour avoir interprété le super-héros dans Batman v Superman : L'Aube de la justice de Zack Snyder[48],[49].
- Prince rencontra sur le plateau Kim Basinger avec laquelle il eut une liaison amoureuse d'environ une année[50].
- Le compositeur Danny Elfman affirma dans une interview que ses musiques avaient été malmenées pendant la postproduction du film[51].
- Le dessin humoristique montrant Batman en chauve-souris vampire et costume rayé au début du film est signé Bob Kane.
- La scène où Jack Nicholson (le Joker) sort de l'appartement de Vicky Vale après avoir joué une tirade poétique a été complètement improvisée par l'acteur[52].

## Éditions en vidéo
Pour les 80 ans du personnage de Batman, Warner sort un coffret comprenant la série de films Batman sortis de 1989 à 1997, tous restauré en 4K : Batman, Batman : Le Défi, Batman Forever et Batman et Robin.